# Àcid butòlic
L'àcid butòlic, i de nom sistemàtic àcid (6R)-6-hidroxitetradecanoic, és un àcid carboxílic de cadena lineal amb catorze àtoms de carboni i amb un grup hidroxil {\displaystyle {\ce {-OH}}} al carboni 6, la qual fórmula molecular és {\displaystyle {\ce {C14H28O3}}}. En bioquímica és considerat un àcid gras.

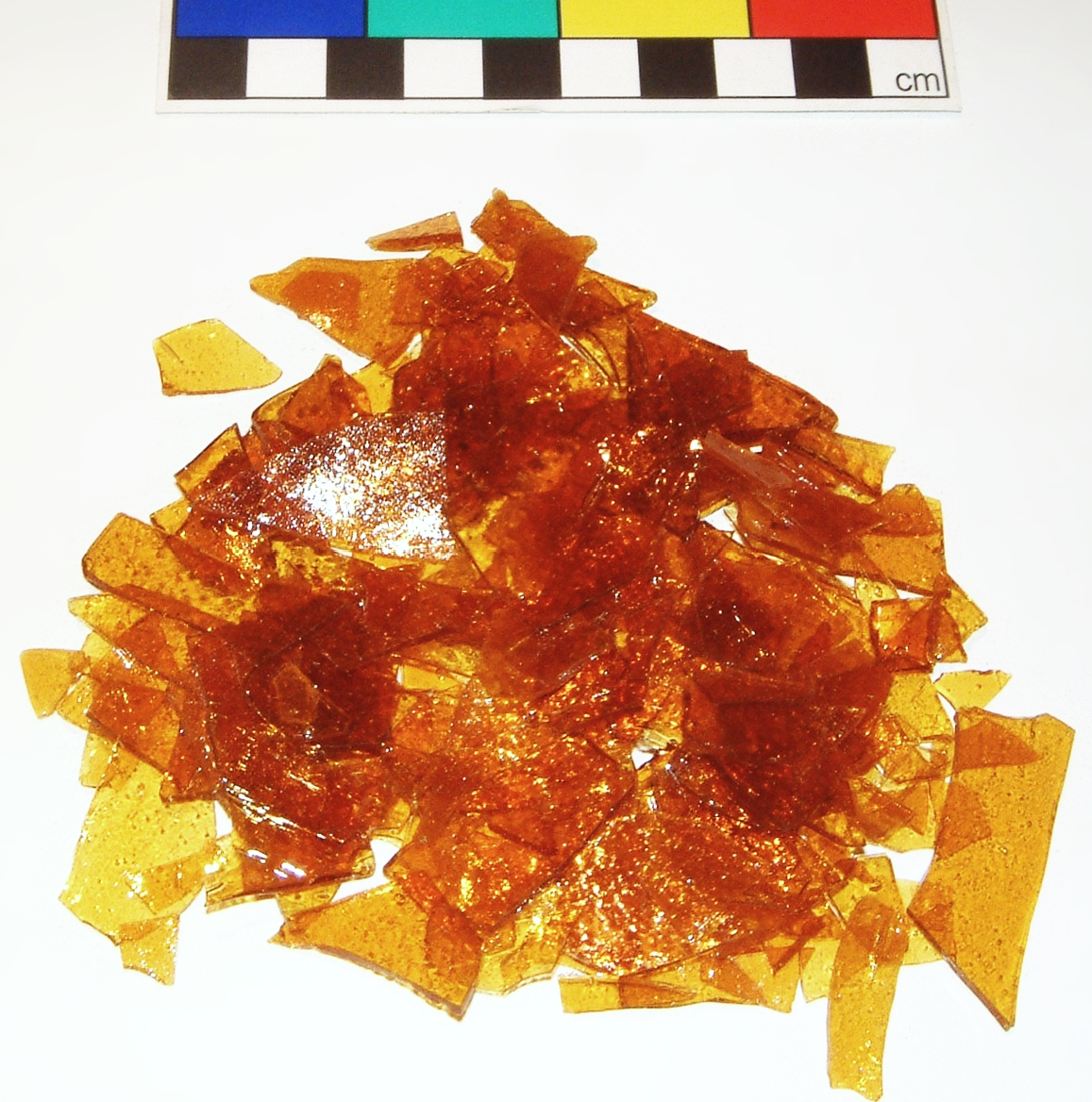
Escames de goma laca

A temperatura ambient és un sòlid amb un punt de fusió de 54–55 °C. Fou aïllat per primer cop el 1952 pels químics indis Sailesh C. Sen Gupta i Prafulla K. Bose, de la goma laca, una resina animal produïda per la cotxinilla de la laca Kerria lacca o Laccifer lacca. Consideraren que es tractava de l'àcid 6-hidroxipentadecanoic, però el 1963 W.W. Christie, F.D. Gunstone i H.G. Prentice descobriren la seva estructura correcta. La proporció de l'àcid butòlic a la resina (70–80 % del pes total de la goma laca) oscil·la entre el 6–8 %.